# Франко, Дарио
Дарио Хавьер Франко Гатти (исп. Darío Javier Franco Gatti; 17 января 1969, Крус-Альта, Аргентина), — аргентинский футболист, защитник. Играл за ряд клубов, такие как: «Ньюэллс Олд Бойз», «Реал Сарагоса» и «Монаркас Морелия». Игрок национальной сборной Аргентины, участник Кубка Америки 1991, 1993. После завершения карьеры футболиста стал тренером.

## Биография
Первым клубом Франко стал аргентинский «Ньюэллс Олд Бойз», за который он сыграл свыше ста матчей. В 1991 году Дарио приехал в Испанию, в клуб «Реал Сарагоса». Следующим клубом Франко стал мексиканский «Атлас», и, после трех лет игры в клубе, он перешел в «Монаркас Морелия», с которым выиграл чемпионат 2000 года.
Дарио играл за национальную сборную Аргентины и забил два гола в Кубке Америки 1991, который Аргентина выиграла. В Кубке 1993 года он был заменой дисквалифицированного Клаудио Каниджи, но был серьёзно травмирован в первом же матче за сборную.